# Protée-Klasse
Die Protée-Klasse war eine Klasse von zwei 64-Kanonen-Linienschiffen der französischen Marine, die von François-Guillaume Clairain des Lauriers entworfen wurde und von 1750 bis 1770 in Dienst stand.

## Einheiten
| Name    | Bauwerft         | Kiellegung | Stapellauf       | Indienststellung | Verbleib                                                        |
| ------- | ---------------- | ---------- | ---------------- | ---------------- | --------------------------------------------------------------- |
| Protée  | Arsenal de Brest | 1746       | 1. Dezember 1748 | August 1750      | Ab November 1770 außer Dienst und ab 1771 abgebrochen           |
| Hercule | Arsenal de Brest | 1746       | 15. Februar 1749 | August 1750      | Ab Dezember 1756 Hulk in Mahón (Menorca) im April 1761 verkauft |

## Technische Beschreibung
Die Klasse war als Batterieschiff mit zwei durchgehenden Geschützdecks konzipiert und hatte eine Länge von 50,03 Metern (Geschützdeck), eine Breite von 13,16 Metern und einen Tiefgang von 6,28 Metern bei einer Verdrängung von 1300/2200 Tonnen. Sie waren Rahsegler mit drei Masten (Fockmast, Großmast und Kreuzmast). Der Rumpf schloss im Heckbereich mit einem Heckspiegel, in den Galerien integriert waren, die in die seitlich angebrachten Seitengalerien mündeten.
Die Besatzung hatte im Frieden eine Stärke von 329 Mann und im Kriegsfall auf 489 Mann (8–9 Offiziere und 320 bzw. 480 Unteroffiziere bzw. Mannschaften). Die Bewaffnung der Klasse bestand aus 64 Kanonen.
|        | Unteres Batteriedeck | Oberes Batteriedeck | Backdeck      | Achterdeck    | Kanonen (Geschossgewicht) |
| ------ | -------------------- | ------------------- | ------------- | ------------- | ------------------------- |
| Design | 26 × 24-Pfünder      | 28 × 12-Pfünder     | 4 × 6-Pfünder | 6 × 6-Pfünder | 64 Kanonen (249,65 kg)    |